# Andreas Scholl (archéologue)
Andreas Scholl, né le 28 octobre 1959 à Munster (Rhénanie-du-Nord-Westphalie) est un archéologue classique allemand. Depuis 2003, il est directeur du département des antiquités des Musées nationaux de Berlin.

## Biographie
En 1981, Andreas Scholl commence à étudier l'archéologie classique, l'histoire antique et médiévale à l'université de Münster et à l'université de Londres. Pendant ce temps, il participe aux fouilles allemandes à Olympie pendant six mois. Il obtient son doctorat à Munster, avec un travail sur les stèles funéraires de l'Attique. Il travaille ensuite brièvement comme stagiaire scientifique au Rheinisches Landesmuseum Bonn, puis jusqu'en 1990 grâce à une bourse de voyage de l'Institut archéologique allemand (DAI). Après son retour en Allemagne, Andreas Scholl est devenu assistant scientifique au Séminaire archéologique de l'Université de Münster puis à l'université de Cologne. À partir de 1992, il est assistant de recherche à l'Institut archéologique de l'université rhénane Frédéric-Guillaume de Bonn. Habilité à la recherche en 1997, il devient l'assistant principal à l'Institut de Bonn.
En 2000, Andréas Scholl est nommé conservateur du département antiquités des musées nationaux de Berlin puis directeur en 2003 de ces collections qui sont parmi les plus importantes d'Europe. Il enseigne également comme professeur à l'université libre de Berlin. Il est membre correspondant de l'Institut archéologique allemand.

## Prises de positions
À la suite de la crise des subprimes en 2008, Andreas Scholl fait partie des archéologues et conservateurs qui pointent du doigt le rôle joué par les lobbies dans l'augmentation du trafic d'Antiquités.

## Publications
- Dally O., Maischerber M., Scneider P.I., Scholl A. Zeit Räume. Milet in Kaiserzeit und Spätantike, (cat. expo. Pergamonmuseum, Berlin, mai 2009-janvier 2010), 2009, 228 p., 147 ill. coul., 40 ill. n.b.
- Andreas Scholl, Gertrud Platz (Hrsg.): Altes Museum. Pergamonmuseum. Antikensammlung Staatlichen Museen zu Berlin. 3., vollständig überarbeitete und erweiterte Auflage. Von Zabern, Mainz 2007  (ISBN 978-3-8053-2449-6).
- Andreas Scholl, « Χoηφόρoι. Zur Deutung der Korenhalle des Erechtheion », dans Jahrbuch des Deutschen Archäologischen Instituts [JDAI], 110, 1995, p. 178-212, et Die Korenhalle des Erechtheion auf der Akropolis: Frauen für den Staat, Francfort, 1998.
- Andreas Scholl, Die antiken Skulpturen in Farnborough Hall sowie in Althorp House, Blenheim Palace, Lyme Park und Penrice Castle (= Corpus Signorum Imperii Romani). Band 3, Faszikel 7 = Monumenta artis romanae. Band 23: Antike Skulpturen in englischen Schlössern). von Zabern, Mayence, 1995  (ISBN 3-8053-1738-7).